# Distretto di Río Santiago
Il distretto di Río Santiago è un distretto del Perù nella provincia di Condorcanqui (regione di Amazonas) con 12.606 abitanti al censimento 2007 dei quali 2.097 urbani e 10.509 rurali.
È stato istituito il 18 maggio 1984 e il centro principale è Puerto Galilea